# 梅扎姆州

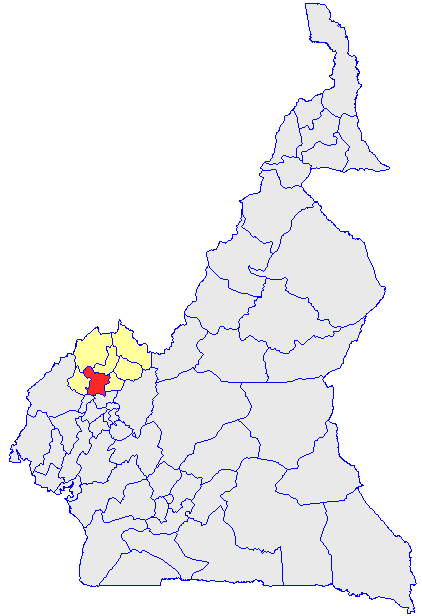

梅扎姆州（法語：Mezam）是喀麥隆的58個州份之一，位於該國西北部，由西北區負責管轄，西面是莫莫州，面積1,745平方公里，2001年人口465,644，人口密度每平方公里266.8人。